# Acontia curvilinea
Acontia curvilinea là một loài bướm đêm trong họ Noctuidae.